# ALL MY BEST
『ALL MY BEST』（オール・マイ・ベスト）は、倉木麻衣の2枚目のベストアルバム。2009年9月9日にNORTHERN MUSICから発売された。サブタイトルは、わたしの、しらない、わたし。

## 概要
デビュー10周年記念ベストアルバム。「2CD+DVD」「2CD」「microSDメモリーカード」「USBメモリ」「MD」「カセットテープ」「アナログ・レコードLP盤」「郵便局窓口予約限定販売オリジナルフレーム切手付」「ファンクラブ&Musing限定盤」と多様な形態でリリースされた。
タイトルにある、「ALL MY BEST」のMYは、「自分自身（MY）」と自身の名前である「Mai（麻衣）」にもじってる。
シングルA面曲およびカップリング曲、アルバム収録曲に新曲を加えた全32曲をリマスタリング音源にて収録。
2009年9月21日付オリコンアルバムランキングで1位を獲得。前作のオリジナルアルバム『touch Me!』に続き2作連続の1位となった。2009年度でのアルバム1位獲得2作品は倉木麻衣とGReeeeNだけである。オリコン年間ランキングへのチャートインはアルバム『Wish You The Best』以来5年ぶりとなる。また、同年のランキングには96位に8枚目のオリジナルアルバム『touch Me!』がチャートインしている。

## 収録曲

### CD
| 全作詞: 倉木麻衣（M-5, 作詞：倉木麻衣・Michael Africk）。 |                                     |                                                   |                                               |                                               |      |
| #                                                         | タイトル                            | 作詞                                              | 作曲                                          | 編曲                                          | 時間 |
| 1.                                                        | 「わたしの、しらない、わたし。」    | 倉木麻衣（M-5, 作詞：倉木麻衣・ Michael Africk ） | 望月由絵                                      | 池田大介・佐藤俊                              | 4:04 |
| 2.                                                        | 「Love, Day After Tomorrow」        | 倉木麻衣（M-5, 作詞：倉木麻衣・ Michael Africk ） | 大野愛果                                      | Cybersound                                    | 4:05 |
| 3.                                                        | 「Stay by my side」                 | 倉木麻衣（M-5, 作詞：倉木麻衣・ Michael Africk ） | 大野愛果                                      | Cybersound                                    | 4:26 |
| 4.                                                        | 「Secret of my heart」              | 倉木麻衣（M-5, 作詞：倉木麻衣・ Michael Africk ） | 大野愛果                                      | Cybersound                                    | 4:26 |
| 5.                                                        | 「NEVER GONNA GIVE YOU UP」         | 倉木麻衣（M-5, 作詞：倉木麻衣・ Michael Africk ） | Michael Africk・Miguel Sá Pessoa・Perry Geyer | Michael Africk・Miguel Sá Pessoa・Perry Geyer | 4:01 |
| 6.                                                        | 「Simply Wonderful 〜Radio Edit〜」 | 倉木麻衣（M-5, 作詞：倉木麻衣・ Michael Africk ） | 大野愛果                                      | Cybersound                                    | 3:54 |
| 7.                                                        | 「Reach for the sky」               | 倉木麻衣（M-5, 作詞：倉木麻衣・ Michael Africk ） | 大野愛果                                      | Cybersound                                    | 4:49 |
| 8.                                                        | 「Start in my life」                | 倉木麻衣（M-5, 作詞：倉木麻衣・ Michael Africk ） | 大野愛果                                      | Cybersound                                    | 5:09 |
| 9.                                                        | 「冷たい海」                        | 倉木麻衣（M-5, 作詞：倉木麻衣・ Michael Africk ） | 大野愛果                                      | Cybersound                                    | 4:41 |
| 10.                                                       | 「Double Rainbow」                  | 倉木麻衣（M-5, 作詞：倉木麻衣・ Michael Africk ） | YOKO Black. Stone                             | YOKO Black. Stone                             | 4:43 |
| 11.                                                       | 「Stand Up」                        | 倉木麻衣（M-5, 作詞：倉木麻衣・ Michael Africk ） | 徳永暁人                                      | 徳永暁人                                      | 4:40 |
| 12.                                                       | 「aiways」                          | 倉木麻衣（M-5, 作詞：倉木麻衣・ Michael Africk ） | 大野愛果                                      | Cybersound                                    | 4:09 |
| 13.                                                       | 「PERFECT CRIME」                   | 倉木麻衣（M-5, 作詞：倉木麻衣・ Michael Africk ） | 徳永暁人                                      | 徳永暁人・池田大介                            | 4:38 |
| 14.                                                       | 「Can't forget your love」          | 倉木麻衣（M-5, 作詞：倉木麻衣・ Michael Africk ） | 大野愛果                                      | Cybersound・徳永暁人                          | 5:29 |
| 15.                                                       | 「Winter Bells」                    | 倉木麻衣（M-5, 作詞：倉木麻衣・ Michael Africk ） | 徳永暁人                                      | 徳永暁人                                      | 4:39 |
| 16.                                                       | 「key to my heart」                 | 倉木麻衣（M-5, 作詞：倉木麻衣・ Michael Africk ） | 大野愛果                                      | Cybersound                                    | 3:33 |
| 合計時間:                                                 | 合計時間:                           | 合計時間:                                         | 合計時間:                                     | 71:26                                         |      |

| 全作詞: 倉木麻衣（M-1, 作詞: YOKO Black. Stone）。 |                                                      |                                          |                                     |                                          |      |
| #                                                  | タイトル                                             | 作詞                                     | 作曲                                | 編曲                                     | 時間 |
| 1.                                                 | 「Baby I Like」                                      | 倉木麻衣（M-1, 作詞: YOKO Black. Stone） | YOKO Black. Stone                   | Cybersound                               | 4:22 |
| 2.                                                 | 「PUZZLE」                                           | 倉木麻衣（M-1, 作詞: YOKO Black. Stone） | 望月由絵・平賀貴大                  | 小澤正澄                                 | 3:58 |
| 3.                                                 | 「Beautiful」                                        | 倉木麻衣（M-1, 作詞: YOKO Black. Stone） | Song Yong Ha                        | 池田大介                                 | 4:32 |
| 4.                                                 | 「touch Me!」                                        | 倉木麻衣（M-1, 作詞: YOKO Black. Stone） | 望月由絵                            | 平賀貴大                                 | 5:11 |
| 5.                                                 | 「一秒ごとに Love for you」                          | 倉木麻衣（M-1, 作詞: YOKO Black. Stone） | 大野愛果                            | Cybersound                               | 3:59 |
| 6.                                                 | 「BE WITH Ü」                                        | 倉木麻衣（M-1, 作詞: YOKO Black. Stone） | 徳永暁人                            | Cybersound                               | 4:56 |
| 7.                                                 | 「Silent love 〜open my heart〜」                    | 倉木麻衣（M-1, 作詞: YOKO Black. Stone） | Daisuke "DAIS" Miyachi・Yuichi Ohno | Daisuke "DAIS" Miyachi・Yuichi Ohno      | 4:25 |
| 8.                                                 | 「会いたくて...」                                    | 倉木麻衣（M-1, 作詞: YOKO Black. Stone） | 徳永暁人                            | 徳永暁人                                 | 4:32 |
| 9.                                                 | 「白い雪」                                           | 倉木麻衣（M-1, 作詞: YOKO Black. Stone） | 大野愛果                            | 池田大介                                 | 4:49 |
| 10.                                                | 「ベスト オブ ヒーロー」                             | 倉木麻衣（M-1, 作詞: YOKO Black. Stone） | 大野愛果                            | 葉山たけし                               | 4:14 |
| 11.                                                | 「Growing of my heart」                              | 倉木麻衣（M-1, 作詞: YOKO Black. Stone） | 笠原智緒                            | Cybersound                               | 4:22 |
| 12.                                                | 「明日へ架ける橋」                                   | 倉木麻衣（M-1, 作詞: YOKO Black. Stone） | 徳永暁人                            | 池田大介・徳永暁人                       | 3:59 |
| 13.                                                | 「Time after time〜花舞う街で〜（theater version）」 | 倉木麻衣（M-1, 作詞: YOKO Black. Stone） | 大野愛果                            | 池田大介・Cybersound                     | 4:12 |
| 14.                                                | 「風のららら」                                       | 倉木麻衣（M-1, 作詞: YOKO Black. Stone） | 春畑道哉                            | Cybersound                               | 4:22 |
| 15.                                                | 「Like a star in the night」                         | 倉木麻衣（M-1, 作詞: YOKO Black. Stone） | 大野愛果                            | 徳永暁人・ストリングスアレンジ: 池田大介 | 5:37 |
| 16.                                                | 「Feel fine!」                                       | 倉木麻衣（M-1, 作詞: YOKO Black. Stone） | 徳永暁人                            | 徳永暁人                                 | 4:49 |
| 合計時間:                                          | 合計時間:                                            | 合計時間:                                | 合計時間:                           | 72:19                                    |      |

### DVD（初回限定盤のみ）
| #   | タイトル                                                                  | 作詞 | 作曲・編曲 |
| --- | ------------------------------------------------------------------------- | ---- | ---------- |
| 1.  | 「Stand Up」(Natural Breeze 2001 happy live)                              |      |            |
| 2.  | 「Stay by my side」(Natural Breeze 2001 happy live)                       |      |            |
| 3.  | 「NEVER GONNA GIVE YOU UP」(Natural Breeze 2001 happy live)               |      |            |
| 4.  | 「Secret of my heart」(Mai Kuraki "Loving You…" Tour 2002)                |      |            |
| 5.  | 「Loving You…」(Mai Kuraki "Loving You…" Tour 2002)                       |      |            |
| 6.  | 「Feel fine!」(Mai-K & FRIENDS HOT ROD BEACH PARTY)                       |      |            |
| 7.  | 「Fairy tale 〜my last teenage wish〜」(Mai Kuraki FAIRY TALE TOUR 02-03) |      |            |
| 8.  | 「key to my heart」(Mai Kuraki FAIRY TALE TOUR 02-03)                     |      |            |
| 9.  | 「風のららら」(Rits 倉木麻衣 メモリアルライブ 2004)                       |      |            |
| 10. | 「明日へ架ける橋」(Rits 倉木麻衣 メモリアルライブ 2004)                   |      |            |
| 11. | 「ダンシング」(Mai Kuraki Live Tour 2005 LIKE A FUSE OF LOVE)             |      |            |
| 12. | 「Diamond Wave」(Mai Kuraki LIVE TOUR 2006 DIAMOND WAVE)                  |      |            |
| 13. | 「BE WITH Ü」(Mai Kuraki Live Tour 2007 〜BE WITH U〜)                    |      |            |
| 14. | 「Season of love」(Mai Kuraki Live Tour 2008 "touch Me!")                 |      |            |
| 15. | 「Everything's All Right」(Mai Kuraki Live Tour 2008 "touch Me!")         |      |            |
| 16. | 「Growing of my heart」(Mai Kuraki Live Tour 2008 "touch Me!")            |      |            |
| 17. | 「Love, Day After Tomorrow」(MIX Ver.)                                    |      |            |
| 18. | 「with Mai Kuraki × Director's Special Talk」                             |      |            |

## 楽曲解説

### DISC 1
1. わたしの、しらない、わたし。
未発表の新曲で、倉木本人もイメージキャラクターとして出演するKOSE『エスプリーク プレシャス』のCMソング。本人曰く、「私自身の新しい挑戦という部分も含め、『わたしの、しらない、わたし。』を見せていく作品になりました」とのこと[3]。
KOSE『エスプリーク プレシャス』CMソング、日本テレビ系『スッキリ!!』2009年9月度テーマソング、千葉テレビ系全26局ネット「MUSIC FOCUS」2009年9月度エンディングテーマ。
9thアルバム『FUTURE KISS』には別バージョンが収録されている。
シングルとして発売されていないにもかかわらず、Billboard JapanによるJapan Hot 100チャートでは20位を記録した[4]。
2. Love, Day After Tomorrow
1stシングル。
3. Stay by my side
2ndシングル。
4. Secret of my heart
3rdシングル。よみうりテレビ系アニメ『名探偵コナン』エンディングテーマ。
5. NEVER GONNA GIVE YOU UP
4thシングル。『MFTV』テーマソング。
6. Simply Wonderful 〜Radio Edit〜
5thシングル「Simply Wonderful」の2曲目。
7. Reach for the sky
6thシングル。NHK朝の連続テレビ小説『オードリー』テーマソング。
8. Start in my life
7thシングル「冷たい海/Start in my life」の2曲目。よみうりテレビ系アニメ『名探偵コナン』エンディングテーマ。
9. 冷たい海
7thシングル「冷たい海/Start in my life」の1曲目。
10. Double Rainbow
8thシングル「Stand Up」のカップリング曲。アルバム初収録。
11. Stand Up
8thシングル。コカ・コーラ『爽健美茶 Natural Breeze 2001 happy life』CMソング。
12. always
9thシングル。よみうりテレビ系アニメ『名探偵コナン』エンディングテーマ。映画『名探偵コナン 天国へのカウントダウン』主題歌。
13. PERFECT CRIME
2ndアルバム『Perfect Crime』表題曲。
今作はアルバムに収録されたオリジナル音源で収録。
テレビ朝日系 金曜ナイトドラマ『生きるための情熱としての殺人』テーマソング。
14. Can't forget your love
10thシングル「Can't forget your love/PERFECT CRIME -Single Edit-」の1曲目。
テレビ朝日系 金曜ナイトドラマ『生きるための情熱としての殺人』挿入歌。
15. Winter Bells
11thシングル。よみうりテレビ系アニメ『名探偵コナン』オープニングテーマ。
16. key to my heart
3rdアルバム『FAIRY TALE』収録曲。ナムコ『テイルズ オブ デスティニー2』テーマソング。

### DISC 2
1. Baby I Like
全米デビュー曲。邦盤CDとして初収録。
2. PUZZLE
31stシングル「PUZZLE/Revive」の1曲目。アルバム初収録。
映画『名探偵コナン 漆黒の追跡者』主題歌。
3. Beautiful
32ndシングル。アルバム初収録。
日本テレビ系『スッキリ!!』2009年6月度テーマソング。KOSE COSMEPORT「サロンスタイル」CMソング。
4. touch Me!
8thアルバム『touch Me!』表題曲。
5. 一秒ごとに Love for you
29thシングル。よみうりテレビ系アニメ『名探偵コナン』オープニングテーマ。
6. BE WITH Ü
27thシングル「Silent love〜open my heart〜/BE WITH Ü」の2曲目。
7. Silent love 〜open my heart〜
27thシングル「Silent love〜open my heart〜/BE WITH Ü」の1曲目。『リネージュII』イメージソング。
8. 会いたくて...
6thアルバム『DIAMOND WAVE』収録曲。映画『大阪ハムレット』主題歌。
9. 白い雪
25thシングル。よみうりテレビ系アニメ『名探偵コナン』エンディングテーマ。
10. ベスト オブ ヒーロー
23rdシングル。6thアルバム『DIAMOND WAVE』に収録されているバージョン。
TBS系 木10ドラマ『ガチバカ!』主題歌。『dwango.jp』TVCMタイアップソング。
11. Growing of my heart
22ndシングル。6thアルバム『DIAMOND WAVE』に収録されているバージョン。
よみうりテレビ系アニメ『名探偵コナン』オープニングテーマ。
12. 明日へ架ける橋
18thシングル。NHK夜の連続ドラマ『ドリーム〜90日で1億円〜』『もっと恋セヨ乙女』『火消し屋小町』主題歌。
13. Time after time〜花舞う街で〜（theater version）
15thシングル。4thアルバム『If I Believe』に収録されているバージョン。
映画『名探偵コナン 迷宮の十字路』主題歌。
14. 風のららら
17thシングル。よみうりテレビ系アニメ『名探偵コナン』オープニングテーマ。
15. Like a star in the night
13thシングル。テレビ朝日系『ダーク・エンジェル』テーマソング。
16. Feel fine!
12thシングル。資生堂『シーブリーズ』CMソング。